# Греттінгер (Айова)
Греттінгер (англ. Graettinger) — місто (англ. city) в США, в окрузі Пало-Альто штату Айова. Населення — 832 особи (2020).

## Географія
Греттінгер розташований за координатами 43°14′13″ пн. ш. 94°45′2″ зх. д. / 43.23694° пн. ш. 94.75056° зх. д. (43.237070, -94.750424).  За даними Бюро перепису населення США в 2010 році місто мало площу 1,99 км², уся площа — суходіл.

## Демографія
Згідно з переписом 2010 року, у місті мешкали 844 особи в 382 домогосподарствах у складі 227 родин. Густота населення становила 424 особи/км².  Було 440 помешкань (221/км²).
Расовий склад населення:
| - 98,5 % — білих - 0,4 % — чорних або афроамериканців - 0,1 % — корінних американців |

До двох чи більше рас належало 0,6 %. Частка іспаномовних становила 0,8 % від усіх жителів.
За віковим діапазоном населення розподілялося таким чином: 24,5 % — особи молодші 18 років, 56,3 % — особи у віці 18—64 років, 19,2 % — особи у віці 65 років та старші. Медіана віку мешканця становила 37,0 року. На 100 осіб жіночої статі у місті припадало 94,5 чоловіків;  на 100 жінок у віці від 18 років та старших — 90,7 чоловіків також старших 18 років.
Середній дохід на одне домашнє господарство  становив 45 685 доларів США (медіана — 41 103), а середній дохід на одну сім'ю — 54 879 доларів (медіана — 52 292). Медіана доходів становила 40 179 доларів для чоловіків та 31 176 доларів для жінок. За межею бідності перебувало 11,9 % осіб, у тому числі 17,0 % дітей у віці до 18 років та 17,9 % осіб у віці 65 років та старших.
Цивільне працевлаштоване населення становило 354 особи. Основні галузі зайнятості: виробництво — 28,2 %, освіта, охорона здоров'я та соціальна допомога — 18,4 %, роздрібна торгівля — 12,1 %, мистецтво, розваги та відпочинок — 7,1 %.